# Pierre-Yves Ragot
Pour les articles homonymes, voir Ragot.
Ne pas confondre avec Pierre-Yves Rigault, autre handballeur passé par Pontault-Combault.
Pierre-Yves Ragot, né le 14 mai 1986 à Nancy, est un joueur français de handball. Il joue au poste d'arrière gauche ou de demi-centre.

## Biographie
En 2012, après une saisons dans le club espagnol du SCDR Anaitasuna, il signe au Billère Handball, promu dans l'élite.
En 2014, il rejoint la Roumanie. Tout d'abord les honneurs, l'amour (son épouse, Andrea, est roumaine) et la gloire avec les deux titres de Champion (2016, 2017) avec le Dinamo Bucarest qu'il a contribué à ramener sur le devant la scène européenne, puis les réalités un peu plus banales d'un club entre deux eaux (le Minaur Baia Mare en 2017-2018) et enfin l'expérience de trop, au CSM Făgăraș (en) (2019-2020) après une expérience ratée en Pontault-Combault Handball en 2018.
En effet, en juin 2020, Pierre-Yves Ragot a été incarcéré deux semaines en Roumanie pour trafic supposé de cannabis,,. Il risquait de deux à cinq ans de prison ferme, avant finalement d'écoper de deux ans avec sursis et 180 heures de travaux d'intérêt généraux. Puis en février 2021, il révèle avoir été, enfant, abusé sexuellement et que fumer du cannabis l'aidait à supporter son mal-être,.

## Palmarès
- Vainqueur du Championnat de Roumanie (2) : 2016, 2017
- Vainqueur de la Supercoupe de Roumanie (1) : 2016
- Vainqueur de la Coupe de Roumanie (1) : 2017